# Jodopsin

Absorpční křivky pro tři lidské jodopsiny (barevně) a pro rodopsin (černě a přerušovaně)

Jodopsiny jsou oční pigmenty vyskytující se v čípcích, tedy buňkách zajišťujících barevné vidění. Jsou obdobou zrakového pigmentu rodopsinu v tyčinkách; mají podobnou stavbu, založenou na bílkovinné složce (opsin), kovalentně vázané na nebílkovinnou část (11-cis-retinal). Liší se od něj pouze bílkovinnou složkou, typem fotopsinu,  (odpovídající skotopsinu v rodopsinu). Funkčně se jedná o receptory spřažené s G proteinem.
Živočichové s barevným viděním jsou vybaveni hned několika typy jodopsinů. Většina savců má dva druhy jodopsinů; jeden na krátkovlnnější, druhý pro dlouhovlnnější viditelné světlo. Člověk má tři druhy jodopsinů, jeden má maximum v modré oblasti (419 nm), druhý v zelené oblasti spektra (531 nm) a třetí v červené (559 nm). Třetí pigment vznikl v evoluční větvi primátů směřující k člověku před cca 40 miliony lety. Každý čípek má jeden z těchto jodopsinů; vnímání odlišných barev různými individuálními čípky je základem vzniku barevného obrazu.